# Ultimátum

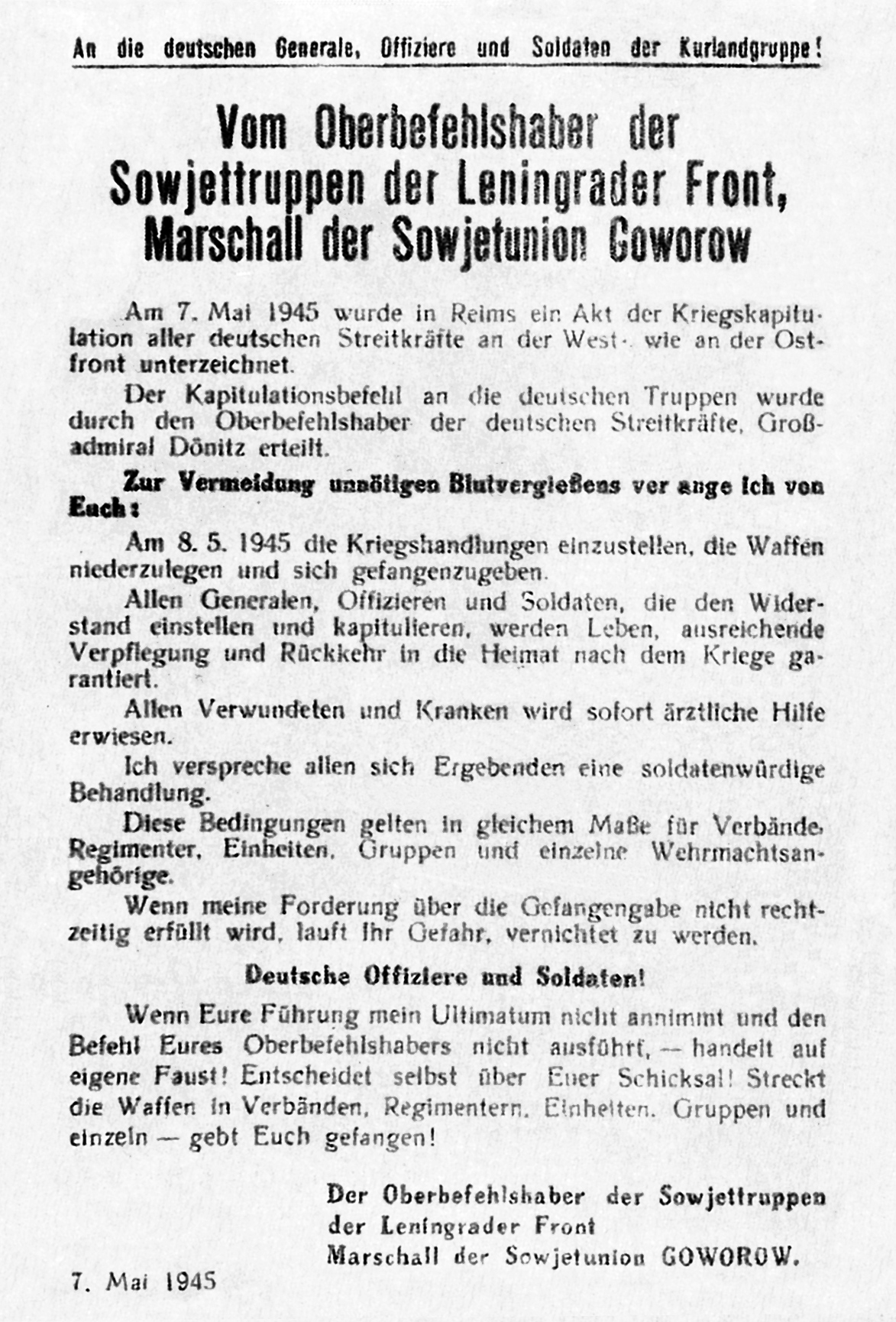
Ultimátum ze 7. května 1945 adresované maršálem Govorovem velitelství německé Skupiny armád Kuronsko (nacházelo se na Kuronském poloostrově)

Ultimátum je požadavek, jehož splnění je požadováno v určité době a jehož nesplnění je následováno sankcemi vůči tomu, kdo má ultimátum splnit. Straně, která má požadavek splnit, bylo tzv. „dáno ultimátum“. Ultimátum je obvykle konečným požadavkem po řadě žádostí.
Okolností, kdy je dáváno protější straně ultimátum je několik:
- v diplomacii – když jsou jako sankce používána hrozba vyhlášení války, uložení sankcí, omezení obchodu nebo embargo
- v případě únosu – když únosci hrozí zabitím rukojmí, pokud jejich požadavky nebudou splněny

V běžném životě se lze také setkat v žádostmi, které mají formu ultimáta:
- v soudním řízení – například požadavek k tomu, aby došlo k splnění dohody, nebo bude vyzývaná strana čelit soudu
- v obchodním vztahu – například požadavek k tomu, aby došlo k přijetí určité ceny, nebo dojde k odstoupení dohody
- v pracovních vztazích – například požadavek ke zvýšení platu nebo zlepšení životních podmínek, nebo dojde ke stávce
- v manželských vztazích – například požadavek ke změně chování jednoho z manželů, nebo dojde k rozvodovému řízení
- v rodinných vztazích – například když rodiče vyhrožují svým potomkům, že pokud neudělají to, co chtějí oni, tak budou následovat různé sankce, tj. prodej rodinného majetku, vykázání z bytu (z domu) apod., a to bez ohledu na to, zda jsou rodiče těchto svých potomků v právu či nikoliv.